# Shuhei Terada
Shuhei Terada (Prefectura de Mie, Japó, 23 de juny de 1975) és un exfutbolista japonès.

## Selecció japonesa
Shuhei Terada va disputar 6 partits amb la selecció japonesa.